# Carlos Abella Martín
Carlos Abella Martín (Barcelona, 9 de agosto de 1947) es un escritor español.

## Biografía
Licenciado en Ciencias Económicas por la Universidad Complutense de Madrid, donde reside desde 1961, es autor de varias obras relacionadas con la tauromaquia, como Historia del toreo (Alianza Editorial, 1992), el ensayo La influencia del lenguaje taurino en el coloquial (Mario Muchnick & Anaya, 1996), De Manolete a José Tomás, una historia del toreo en España y México entre 1939 y 2007 (Alianza Editorial, 2007) y las biografías de Paco Camino (Espasa Calpe, 1994), Luis Miguel Dominguín (Espasa Calpe, 1995) y José Tomás (Alianza Editorial, 2008).
Otras obras suyas son Adolfo Suárez: El hombre clave de la transición (Espasa Calpe, 1997) y Murieron tan jóvenes (Editorial Planeta, 2003), un ensayo sobre la temprana muerte de importantes personalidades de la música, la pintura, el cine y la política, como Che Guevara, Federico García Lorca, Marilyn Monroe, James Dean, John Lennon, Antoine de Saint-Exupéry y Vincent Van Gogh.